# Oscarsgalan 2023
Oscarsgalan 2023 var den 95:e upplagan av Academy Awards, som belönade filminsatser från 2022. Galan hölls på Dolby Theatre den 12 mars 2023 med Jimmy Kimmel som värd för tredje gången. Evenemanget sändes i USA av ABC och producerades av Ricky Kirshner och Glenn Weiss. Weiss var också regissör. 

## Nominerade och vinnare
Everything Everywhere All at Once vann sju priser, inklusive bästa film, av elva nomineringar, flest av alla under galan. Andra vinnare var På västfronten intet nytt  med fyra priser och The Whale med två. Top Gun: Maverick, Black Panther: Wakanda Forever, Avatar: The Way of Water, Women Talking, RRR, Guillermo del Toros Pinocchio och Aleksej Navalnyj – de sista dagarna i frihet vann varsin en. Vinnare av kortfilmer var bland annat An Irish Goodbye, The Boy, the Mole, the Fox and the Horse och The Elephant Whisperers.
Nomineringarna presenterades den 24 januari 2023.
Den 21 juni 2022 tillkännagav akademin sina vinnare av den 13:e årliga Governors Awards-ceremonin. Det hölls den 19 november 2022, och under evenemanget delades Academy Honorary Awards och Jean Hersholt Humanitarian Award ut till följande mottagare:
Heders-Oscar
- Euzhan Palcy
- Diane Warren
- Peter Weir

Jean Hersholt Humanitarian Award
- Michael J. Fox

| Bästa film - Everything Everywhere All at Once – Daniel Kwan och Daniel Scheinert och Jonathan Wang, producenter - På västfronten intet nytt – Malte Grunert, producent - Avatar: The Way of Water – James Cameron och Jon Landau, producenter - The Banshees of Inisherin – Graham Broadbent, Peter Czernin och Martin McDonagh, producenter - Elvis – Baz Luhrmann, Catherine Martin, Gail Berman, Patrick McCormick och Schuyler Weiss, producenter - The Fabelmans – Kristie Macosko Krieger, Steven Spielberg och Tony Kushner, producenter - Tár – Todd Field, Alexandra Milchan och Scott Lambert, producenter - Top Gun: Maverick – Tom Cruise, Christopher McQuarrie, David Ellison och Jerry Bruckheimer, producenter - Triangle of Sadness – Erik Hemmendorff och Philppe Bober, producenter - Women Talking – Dede Gardner, Jeremy Kleiner och Frances McDormand, producenter | Bästa regi - Daniel Kwan och Daniel Scheinert – Everything Everywhere All at Once - Todd Field – Tár - Martin McDonagh – The Banshees of Inisherin - Ruben Östlund – Triangle of Sadness - Steven Spielberg – The Fabelmans |
| Bästa manliga huvudroll - Brendan Fraser – The Whale som Charlie - Austin Butler – Elvis som Elvis Presley - Colin Farrell – The Banshees of Inisherin som Pádraic Súilleabháin - Paul Mescal – Aftersun som Calum Paterson - Bill Nighy – Living som Mr. Rodney Williams | Bästa kvinnliga huvudroll - Michelle Yeoh – Everything Everywhere All at Once som Evelyn Quan Wang - Cate Blanchett – Tár som Lydia Tár - Ana de Armas – Blonde som Norma Jeane Mortensen / Marilyn Monroe - Andrea Riseborough – To Leslie som Leslie Rowlands - Michelle Williams – The Fabelmans som Mitzi Schildkraut-Fabelman |
| Bästa manliga biroll - Ke Huy Quan – Everything Everywhere All at Once som Waymond Wang - Brendan Gleeson – The Banshees of Inisherin som Colm Doherty - Brian Tyree Henry – Causeway som James Aucoin - Judd Hirsch – The Fabelmans som Boris Schildkraut - Barry Keoghan – The Banshees of Inisherin som Dominic Kearney | Bästa kvinnliga biroll - Jamie Lee Curtis – Everything Everywhere All at Once som Deirdre Beaubeirdre - Angela Bassett – Black Panther: Wakanda Forever som Queen Ramonda - Hong Chau – The Whale som Liz - Kerry Condon – The Banshees of Inisherin som Siobhán Súilleabháin - Stephanie Hsu – Everything Everywhere All at Once som Joy Wang / Jobu Tupaki |
| Bästa originalmanus - Everything Everywhere All at Once – Daniel Kwan och Daniel Scheinert - The Banshees of Inisherin – Martin McDonagh - The Fabelmans – Steven Spielberg och Tony Kushner - Tár – Todd Field - Triangle of Sadness – Ruben Östlund | Bästa manus efter förlaga - Women Talking – Sarah Polley - På västfronten intet nytt – Edward Berger, Lesley Paterson och Ian Stokell - Glass Onion: A Knives Out Mystery – Rian Johnson - Living – Kazuo Ishiguro - Top Gun: Maverick – Ehren Kruger, Eric Warren Singer, Christopher McQuarrie, Peter Craig och Justin Marks |
| Bästa animerade film - Guillermo del Toros Pinocchio – Guillermo del Toro, Mark Gustafson, Gary Ungar och Alex Bulkley - Marcel the Shell with Shoes On – Dean Fleischer Camp, Elisabeth Holm, Andrew Goldman, Caroline Kaplan och Paul Mezey - Mästerkatten 2 – Joel Crawford och Mark Swift - Havsmonstret – Chris Williams och Jed Schlanger - Röd – Domee Shi och Lindsey Collins | Bästa internationella långfilm - På västfronten intet nytt (Tyskland) – regisserad av Edward Berger - Argentina, 1985 (Argentina) – regisserad av Santiago Mitre - Close (Belgien) – regisserad av Lukas Dhont - EO (Polen) – regisserad av Jerzy Skolimowski - Den tysta flickan (Irland) – regisserad av Colm Bairéad |
| Bästa dokumentär - Aleksej Navalnyj – de sista dagarna i frihet – Daniel Roher, Odessa Rae, Diane Becker, Melanie Miller och Shane Boris - All That Breathes – Shaunak Sen, Aman Mann och Teddy Leifer - All the Beauty och the Bloodshed – Laura Poitras, Howard Gertler, John Lyons, Nan Goldin och Yoni Golijov - Fire of Love – Sara Dosa, Shane Boris och Ina Fichman - Ett hus byggt av skärvor – Simon Lereng Wilmont och Monica Hellström | Bästa kortfilmsdokumentär - The Elephant Whisperers – Kartiki Gonsalves och Guneet Monga - Haulout – Evgenia Arbugaeva och Maxim Arbugaev - How Do You Measure a Year? – Jay Rosenblatt - The Martha Mitchell Effect – Anne Alvergue och Beth Levison - Stranger at the Gate – Joshua Seftel och Conall Jones |
| Bästa kortfilm - An Irish Goodbye – Tom Berkely och Ross White - Ivalu – Anders Walter och Rebecca Pruzan - Le Pupille – Alice Rohrwacher och Alfonso Cuarón - Night Ride – Eirik Tveiten och Gaute Lid Larssen - The Red Suitcase – Cyrus Neshvad | Bästa animerade kortfilm - The Boy, the Mole, the Fox and the Horse – Charlie Mackesy och Matthew Freud - The Flying Sailor – Wendy Tilby och Amanda Forbis - Ice Merchants – João Gonzalez och Bruno Caetano - My Year of Dicks – Sara Gunnarsdóttir och Pamela Ribbon - An Ostrich Told Me the World Is Fake and I Think I Believe It – Lachlan Pendragon |
| Bästa filmmusik - På västfronten intet nytt – Volker Bertelmann - Babylon – Justin Hurwitz - The Banshees of Inisherin – Carter Burwell - Everything Everywhere All at Once – Son Lux - The Fabelmans – John Williams | Bästa sång - "Naatu Naatu" från RRR – Musik av M. M. Keeravani; Text av Chandrabose - "Applause" från Tell It Like a Woman – Text och musik av Diane Warren - "Hold My Hand" från Top Gun: Maverick – Text och musik av Lady Gaga och BloodPop - "Lift Me Up" från Black Panther: Wakanda Forever – Musik av Tems, Rihanna, Ryan Coogler och Ludwig Göransson; Text av Tems och Ryan Coogler - "This Is a Life" från Everything Everywhere All at Once – Musik av Ryan Lott, David Byrne och Mitski; Text av Ryan Lott och David Byrne |
| Bästa ljud - Top Gun: Maverick – Mark Weingarten, James H. Mather, Al Nelson, Chris Burdon och Mark Taylor - På västfronten intet nytt – Viktor Prášil, Frank Kruse, Markus Stemler, Lars Ginzel och Stefan Korte - Avatar: The Way of Water – Julian Howarth, Gwendolyn Yates Whittle, Dick Bernstein, Christopher Boyes, Gary Summers och Michael Hedges - The Batman – Stuart Wilson, William Files, Douglas Murray och Andy Nelson - Elvis – David Lee, Wayne Pashley, Andy Nelson och Michael Keller | Bästa scenografi - På västfronten intet nytt – Christian M. Goldbeck och Ernestine Hipper - Avatar: The Way of Water – Dylan Cole, Ben Procter och Vanessa Cole - Babylon – Florencia Martin och Anthony Carlino - Elvis – Catherine Martin, Karen Murphy och Bev Dunn - The Fabelmans – Rick Carter och Karen O'Hara |
| Bästa foto - På västfronten intet nytt – James Friend - Bardo, en osann berättelse om en handfull sanningar – Darius Khondji - Elvis – Mandy Walker - Empire of Light – Roger Deakins - Tár – Florian Hoffmeister | Bästa smink - The Whale – Adrien Morot, Judy Chin och Anne Marie Bradley - På västfronten intet nytt – Heike Merker och Linda Eisenhamerová - The Batman – Naomi Donne, Mike Marino och Mike Fontaine - Black Panther: Wakanda Forever – Camille Friend och Joel Harlow - Elvis – Mark Coulier, Jason Baird och Aldo Signoretti |
| Bästa kostym - Black Panther: Wakanda Forever – Ruth E. Carter - Babylon – Mary Zophres - Elvis – Catherine Martin - Everything Everywhere All at Once – Shirley Kurata - Mrs. Harris Goes to Paris – Jenny Beavan | Bästa klippning - Everything Everywhere All at Once – Paul Rogers - The Banshees of Inisherin – Mikkel E.G. Nielsen - Elvis – Matt Villa och Jonathan Redmond - Tár – Monika Willi - Top Gun: Maverick – Eddie Hamilton |
| Bästa specialeffekter - Avatar: The Way of Water – Joe Letteri, Richard Baneham, Eric Saindon och Daniel Barrett - På västfronten intet nytt – Frank Petzold, Viktor Müller, Markus Frank och Kamil Jafar - The Batman – Dan Lemmon, Russell Earl, Anders Langlands och Dominic Tuohy - Black Panther: Wakanda Forever – Geoffrey Baumann, Craig Hammack, R. Christopher White och Dan Sudick - Top Gun: Maverick – Ryan Tudhope, Seth Hill, Bryan Litson och Scott R. Fisher | |

### Filmer med flera vinster
| Nomineringar | Film                              |
| ------------ | --------------------------------- |
| 7            | Everything Everywhere All at Once |
| 4            | På västfronten intet nytt         |
| 2            | The Whale                         |

### Filmer med flera nomineringar
| Nomineringar | Film                              |
| ------------ | --------------------------------- |
| 11           | Everything Everywhere All at Once |
| 9            | På västfronten intet nytt         |
| 9            | The Banshees of Inisherin         |
| 8            | Elvis                             |
| 7            | The Fabelmans                     |
| 6            | Tár                               |
| 6            | Top Gun: Maverick                 |
| 5            | Black Panther: Wakanda Forever    |
| 4            | Avatar: The Way of Water          |
| 3            | Babylon                           |
| 3            | The Batman                        |
| 3            | Triangle of Sadness               |
| 3            | The Whale                         |
| 2            | Living                            |
| 2            | Women Talking                     |